# Adina Cezar

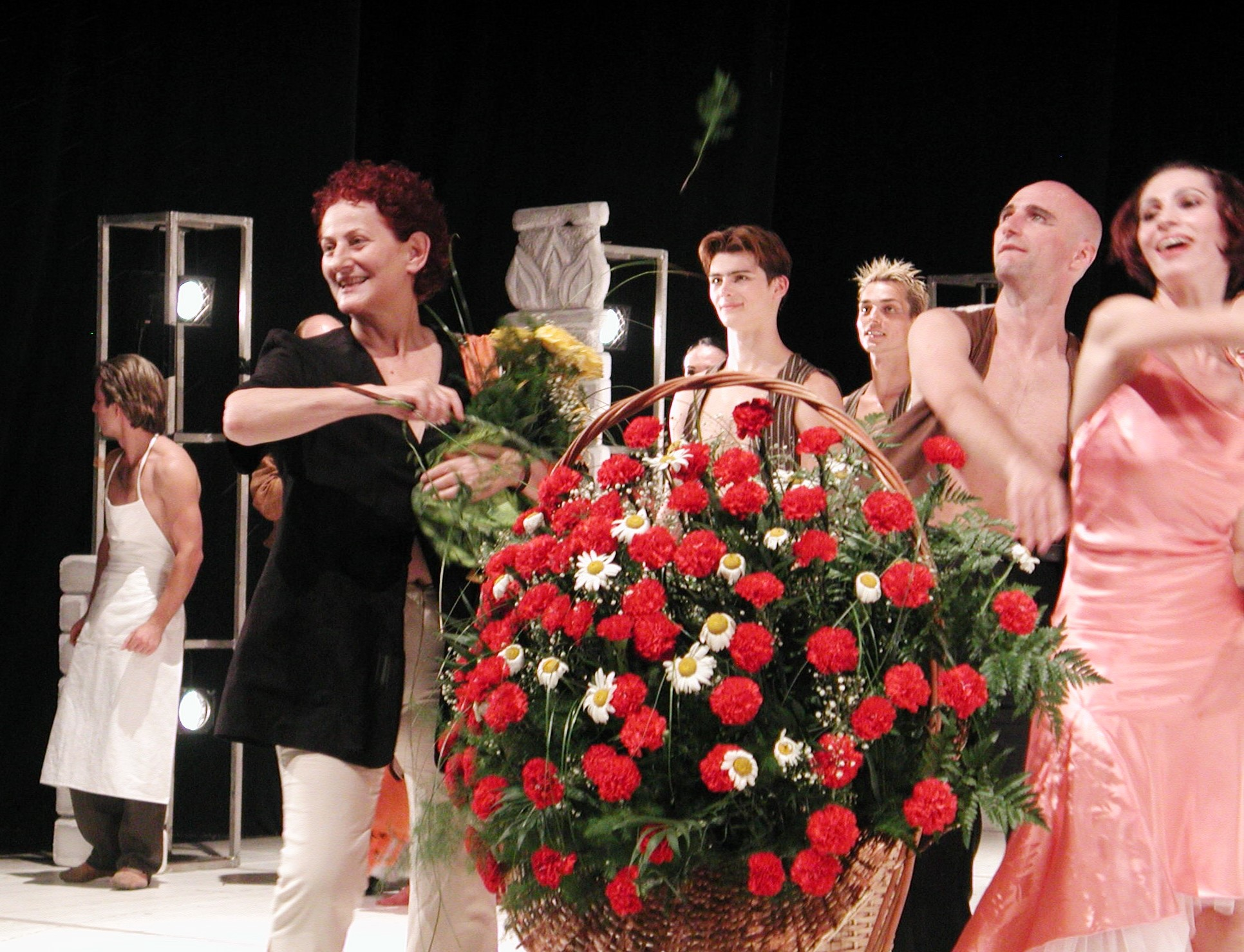

Adina Cezar (născută Elena Constantina Daneș; n. 22 mai 1941, Călimănești, Vâlcea, România – d. 17 martie 2024, București, România) a fost o coregrafă română. 

## Biografie profesională
Absolventă a Liceului de Coregrafie din București în anul 1957, își începe activitatea de balerină la Opera Națională din București în același an. Este unul dintre pionierii dansului contemporan românesc, introducând o nouă concepție asupra expresivității mișcărilor coregrafice.
În 1965, participă ca Prim-Balerină la festivalul Champs Elysees, Paris, în Le Marteau sans maître de Pierre Boulez, un spectacol în premieră mondială.
Devine profesor la Liceul de Coregrafie București în 1967.
În perioada 1969-1970, devine bursieră a Guvernului Francez și ulterior Diplomată la Schola Cantorum Paris. În 1970, participă la cursuri la Academia de Dans Köln, Germania, având ca profesori pe Gleen Tetley, Marija Churiel și apoi la Essen, Germania, cu Pina Bauch ca profesoară.
Fondează grupul de dans „Contemp” în 1973, iar în același an are loc primul spectacol din seria „Nocturn” la Teatrul Țăndărică, București. Absolvă cursul de maeștri coregrafi al Consiliului Culturii din România în 1983 și devine bursieră la Rambert Dance Company din Londra, Anglia, în 1988. Este bursieră a British Council în 1990. În perioada 1992-1994, activează ca Lector colaborator la Academia de Teatru și Film din București.
Ca pedagog, își începe activitatea în 1957, la Liceul de Coregrafie din București, unde desfășoară activitatea de profesor de balet clasic și dans modern, formând generații de profesioniști precum Vavara Ștefănescu, Răzvan Mazilu, Mihai Mihalcea, Liliana Iorgulescu, etc.

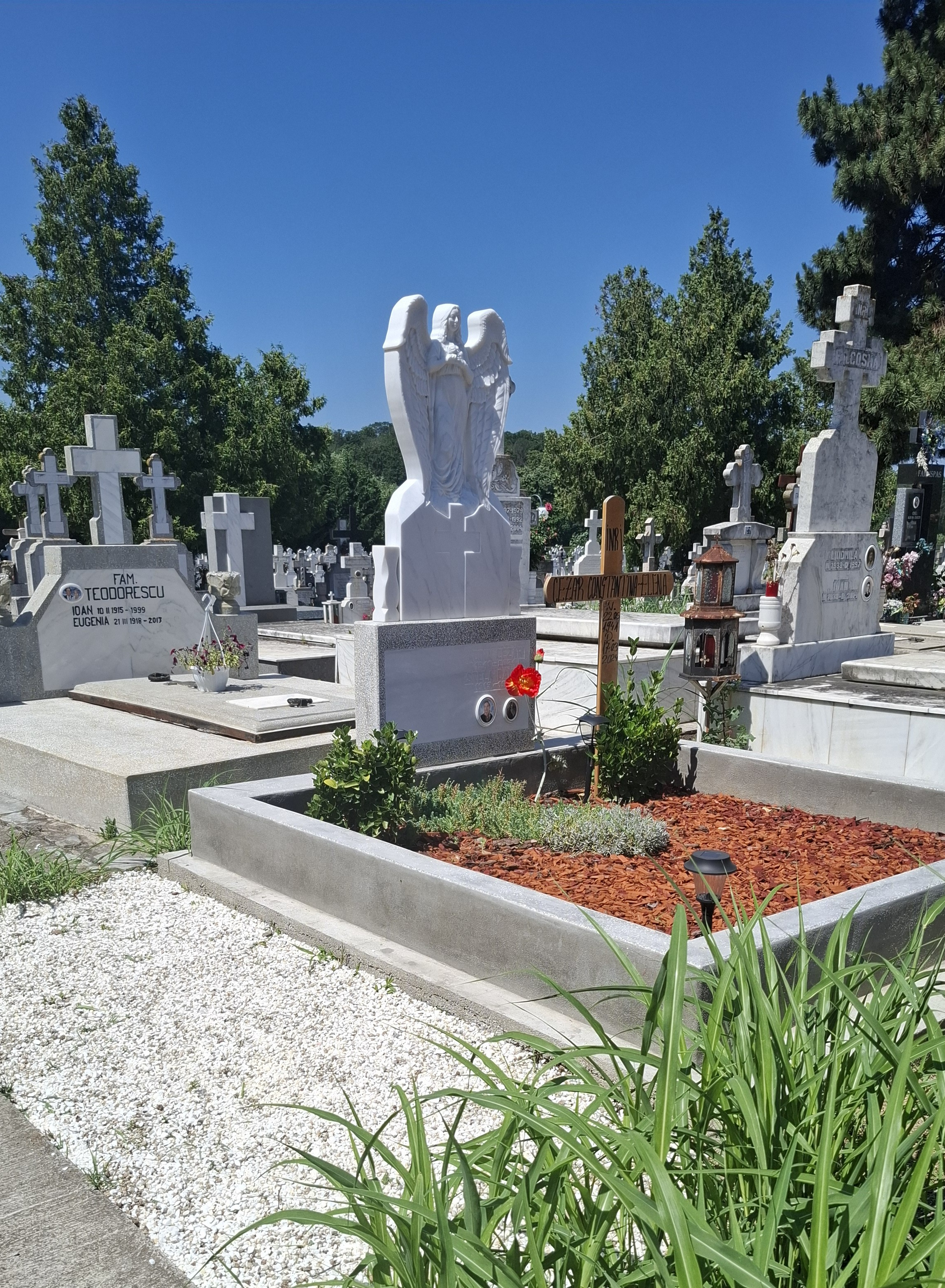
Mormântul coregrafei Adina Cezar- [https://cmc.arhiepiscopiabucurestilor.ro/ Cimitirul Mănăstirii Cernica

Realizează coregrafia și regia mai multor spectacole la Opera Română, Teatrul de Dans Clasic și Contemporan "Oleg Danovski" din Constanța, Opera Națională Română din Cluj-Napoca, Teatrul de revistă „Constantin Tănase” din București, Teatrul de Revistă din Constanța și la Cazino Victoria. 
Este invitată să predea dansul modern și coregrafie la Cursurile Internaționale de la Bari, Italia, în 1988.
Sub conducerea coregrafei Adina Cezar, în anul 1990, Compania de Dans Contemp intră într-o nouă fază a evoluției sale și cu sprijinul lui Andrei Pleșu, ministrul culturii de atunci, compania devine prima companie de dans contemporan cu activitate artistică permanentă din România.
În perioada 2014-2020, a fost profesor asociat la Universitatea Națională de Arte București.

## Coregrafii, spectacole

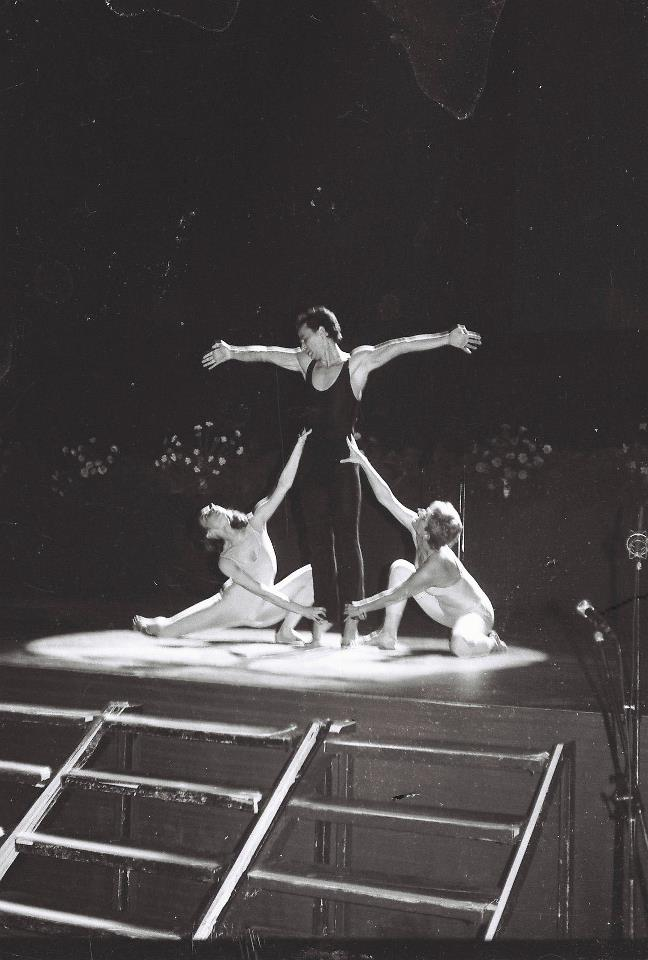

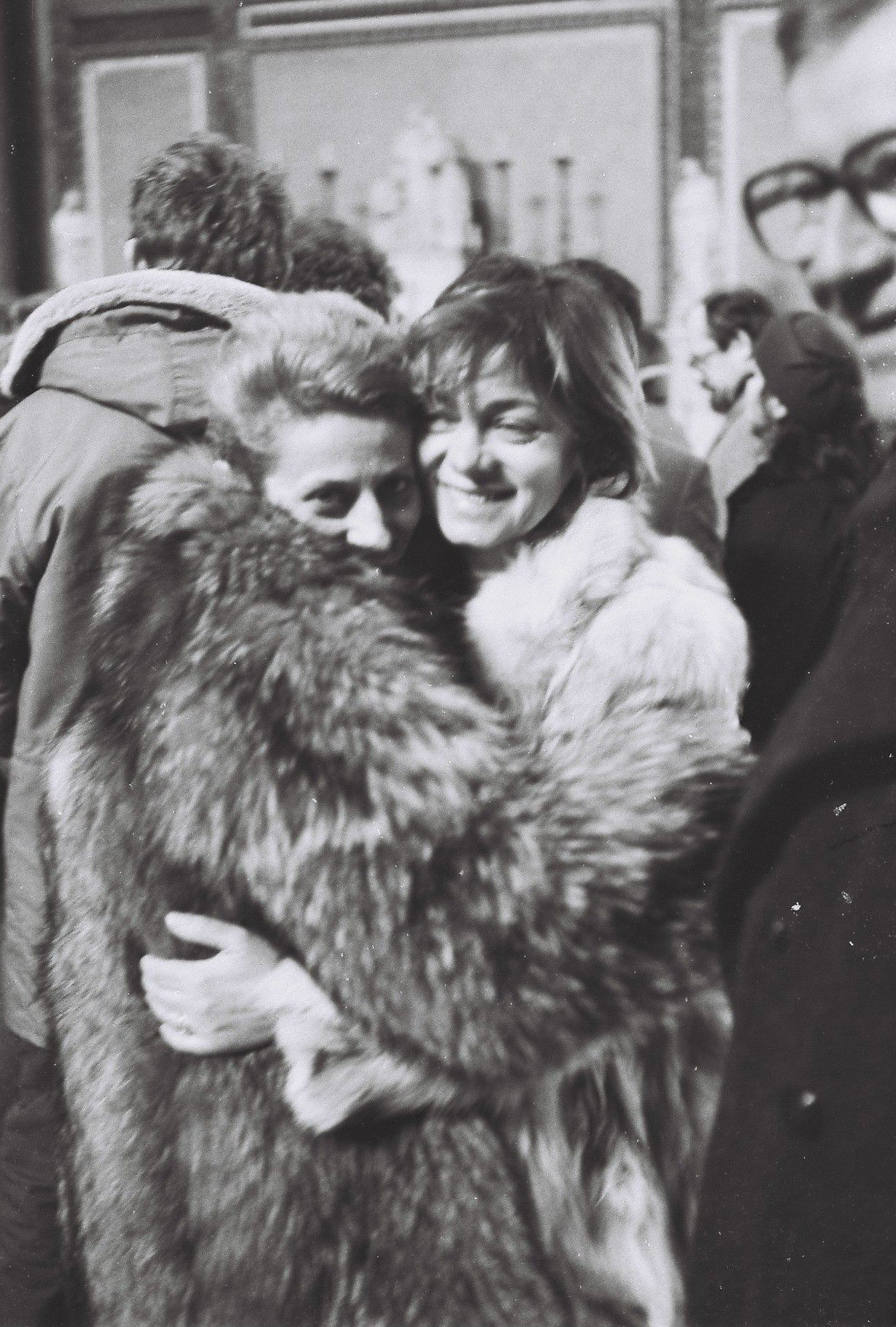
Poza cca. 1980

Pentru Compania de dans Contemp, au fost semnate regia și coregrafia a peste 20 de spectacole de muzică românească și străină, atât în țară cât și în străinătate. Printre acestea se numără:
- Nisipuri mișcătoare, Ison II - Muzica: Ștefan Niculescu [9]
- Seara latină - Colaj Folcloric[9]
- O ceașcă de fericire - Muzica: Tom Ze
- Fereastra roz - Muzica: K. Jarete [10]
- Zi noapte zi - Chopin Virtual, Muzica: Adrian Enescu
- Intâlniri ratate - Muzica etno
- Tango 1930 - Muzica: Dinu Vasile Moscopol
- Nopți Chiliene - Muzica: Folclor Chilian
- Omul, Continuați să Puneți Întrebări - Muzica Corneliu Cezar, Regia Laurențiu Azimioară
- "La douăsprezece trecute fix" - Muzica: Petru Mărgineanu - Scenariu: Ana Maria Muntean; colaborare cu T.B.C.T "Oleg Danovski";
- În seara asta: Lola Blau Arhivat în 20 februarie 2023, la Wayback Machine.- Premiera: 1 decembrie 1993 - Regizor Alexandru Dabija
- Treceri Poza cca. 1980Rosu și Negru - înregistrare sonoră a Orchestrei și Corului Operei Naționale din București - dirijor Rasvan Cernat [11]-Teatrul Nottara
- Medeea - Regia Laurențiu Azimioară - Teatrul National Bucuresti
- Baletul Operei din Brașov
- Tinerețe Fără Bătranete si Viată fără de moarte-Teatrul Tineretului Piatra Neamț
- Proiecții posibile - Opera Națională București, 1991 Arhivat în 13 mai 2016, la Wayback Machine.
- Oedipe - 1991 – 1992- Opera Națională București, regia Cătălinei Buzoianu, scenografia arh. Cătălin I. Arbore, coregrafia Adina Cezar
- Mătrăguna- Teatrul Toma Caragiu Ploiești -Niccolo Machiavelli, regia: Vinicius Tomescu [12]
- Roșu și negru Arhivat în 20 februarie 2023, la Wayback Machine. de Stendhal, regia - coregrafia Adina Cezar - Teatrul National Bucuresti
- Logodna Arhivat în 20 februarie 2023, la Wayback Machine., adaptare după Mihai Eminescu: Strigoii, regia Anca Mihuț, coregrafia: Adina Cezar-Teatrul National Bucuresti

### Dialoguri publice
Premiera filmului documentar ABIS, de Matei Bejenaru, pe 15 noiembrie 2019, la WASP Working Art Space and Production; Poemul vizual Abyss Arhivat în 20 februarie 2023, la Wayback Machine. 

## Compania de Dans ContemporanContemp
Compania de Dans Contemporan Contemp a prezentat spectacole în diverse locații și festivaluri, printre care:
- Opera Națională București (1991 și 1992)
- Teatrul Evreiesc de Stat (1992, 1993, 1994, 1995)
- Festivalul Internațional "George Enescu", București (1992 și 1995)
- Săptămâna Internațională a Muzicii Noi, București (1993, 1994, 1995, 1996)
- Festivalul Internațional "Întâlnirile Muzicii Noi", Brăila (1997, 1998)
- Centrul Cultural American, București (1994)
- Uniunea Arhitecților din București (1993, 1994)
- Uniunea Scriitorilor din București
- Casa Americii Latine din București
- Fundația Culturală Română din București (1993 și 1994)
- Jazz Club, cu Harry Tavitian Group (1994)
- Teatrul Național de Operetă „Ion Dacian” din București (1996, 1997)
- Biblioteca Publică de Arte Interpretative din New York (1995)

### Turnee
Compania Contemp a participat în turnee internaționale în:
- Israel (1992)
- Italia (1992, Veneția)
- Austria (1993)
- Germania (1994 - în cadrul schimburilor culturale dintre municipalitățile din Bonn și București)
- Statele Unite ale Americii (Lincoln Center - Washington D.C., Philadelphia)
- Marea Britanie (Edinburgh)
- Franța (Paris, Dijon)
- Mozart Festival în Chemnitz

## Distincții
De-a lungul carierei, Adina Cezar a primit numeroase premii și distincții pentru contribuțiile sale remarcabile în domeniul coregrafiei:
- 1982 - Premiul ATM pentru lansarea unui nou stil în coregrafia românească
- 1984 - Premiul I și Premiul Criticii la Festivalul Muzicii Rock din Dresda, Germania
- 1985 - Premiul I pentru coregrafie și antrenament în competiția liceelor de coregrafie
- 1992 - Marele Premiu la prima ediție a Festivalului Internațional de Dans Contemporan din Iași
- 1993 - Premiul UNICEF pentru coregrafie, la a doua ediție a Festivalului Internațional de Dans Contemporan din Iași
- 1995 - Selectată dintr-un număr de 500 de participanți din întreaga lume, pentru regia și coregrafia de spectacol din Denver, Colorado, SUA[15][16]
- 1996 - Premiul Criticilor Muzicali pentru spectacolul "Viața o călătorie"
- 1996 - Premiul Ziarului "Cronica Română"
- 1997 - Premiul TVR pentru coregrafie originală
- 2000 - Marele Premiu pentru coregrafie "5 Lyre" la Budapesta, Ungaria[17]
- 2016 - Premiu pentru crearea unor cadre alternative și a unor creații artistice inedite în timpuri deloc favorabile și pentru încurajarea și susținerea tinerilor — Centrul Național al Dansului București

## Onoruri
Din anul 2000, Adina Cezar este recunoscută ca Cetățean de Onoare al Venezuelei, în Provincia Lara.
La data de 20 mai 2025, Adinei Cezar i-a fost conferit post-mortem titlul de Cetățean de Onoare al orașului său natal, Călimănești.

## Viața personală
A fost căsătorită între anii 1964-1978 cu compozitorul Corneliu Cezar, împreună cu care are o fiică, arhitect, Yvonne Cezar (prin căsătorie Yvonne Toader).
Are doi nepoți: Petru-Sebastian și Maria-Yaelle.

## Filmografie
De-a lungul carierei a colaborat la realizarea unor filme și piese de teatru, lucrând cu regizorii Liviu Ciulei, Cătălina Buzoianu, Cornel Todea, Silviu Purcărete, Lucian Sabados, Iulian Mihu etc.
- Surorile (1984)
- Anotimpul iubirii (1987)

## Interviuri
- Ora de dans, cu Adina Cezar, Formula AS - anul 2003, numărul 566
- Adina Cezar: Marea mea dragoste este dansul contemporan Arhivat în 24 septembrie 2015, la Wayback Machine., 17 februarie 2013, Eveline Pauna, Revista Tango
- Adina Cezar - Interview, Silvia Ciurescu- ICR, October 2002
- Contestarea unei decizii de pacificare
- Dialoguri Coregrafice Arhivat în 20 februarie 2023, la Wayback Machine.
- Adina Cezar: “Dansul este o forma complexa de terapie”Arhivat în 20 februarie 2023, la Wayback Machine.
- „POEZIE ȘI CREAȚIE” | ADINA CEZAR ȘI LORETA POPA
- Lumea Romanească Ora de dans, cu Adina Cezar
- Premiera filmului documentar ABIS, de Matei Bejenaru